# Federacja Związków Zawodowych Maszynistów Kolejowych
Federacja Związków Zawodowych Maszynistów Kolejowych zrzesza pracowników następującej spółki grupy PKP S.A.:
- PKP Cargo S.A., Warszawa
- PKP Intercity S.A., Warszawa
- Koleje Mazowieckie Sp. z o.o., Warszawa
- Przewozy Regionalne Sp. z o.o., Warszawa
- PKP Linia Hutnicza Szerokotorowa Sp. z o.o., Zamość

oraz zatrudnionych w innych podmiotach:
- Przewozy Regionalne Sp. z o.o., Warszawa
- Koleje Mazowieckie - KM Sp. z o.o., Warszawa

Związek jest od 2005 członkiem centrali związkowej pn Forum Związków Zawodowych, z siedzibą w Warszawie; od 2018 członkiem Ogólnopolskiego Porozumienia Związków Zawodowych, również z siedzibą w Warszawie.

## Chronologia wydarzeń
- 2010 - przeniesienie siedziby do Warszawy

## Przewodniczący związku
- 2003-2009 - Józef Smólski
- 2009-2014 - Grzegorz Siódmak
- od 2014 - Grzegorz Samek

## Siedziba
- do 2009 - we Wrocławiu przy ul. Paczkowskiej 26,
- od 2010 - nieopodal przystanku PKP Warszawa Ochota w budynku wybudowanym w 1949, mieszczącym m.in. PKP Cargo S.A. i Urząd Dzielnicy Warszawa-Ochota; przez lata mieściła się tu również m.in. dyrekcja Polskich Linii Lotniczych LOT, Zjednoczenie Państwowej Komunikacji Samochodowej, Zjednoczenie Zakładów Naprawczych Taboru Kolejowego, redakcja Nowych Sygnałów, Dyrekcja Zakupów i Sprzedaży Ferpol, oraz PKP Intercity S.A. i ówczesne PKP Przewozy Regionalne.